# Baeoura szadziewskii
Baeoura szadziewskii är en tvåvingeart som beskrevs av Krzeminski och Jaroslav Stary 1984. Baeoura szadziewskii ingår i släktet Baeoura och familjen småharkrankar.
Artens utbredningsområde är Algeriet. Inga underarter finns listade i Catalogue of Life.